# Cyaniris brunnescens
Cyaniris brunnescens är en fjärilsart som beskrevs av Tutt 1909. Cyaniris brunnescens ingår i släktet Cyaniris och familjen juvelvingar. Inga underarter finns listade i Catalogue of Life.